# Emmenopterys henryi
Emmenopterys henryi ist die einzige Art der Pflanzengattung Emmenopterys innerhalb der Familie der Rötegewächse (Rubiaceae). Sie stammt aus dem südlichen China.

## Beschreibung

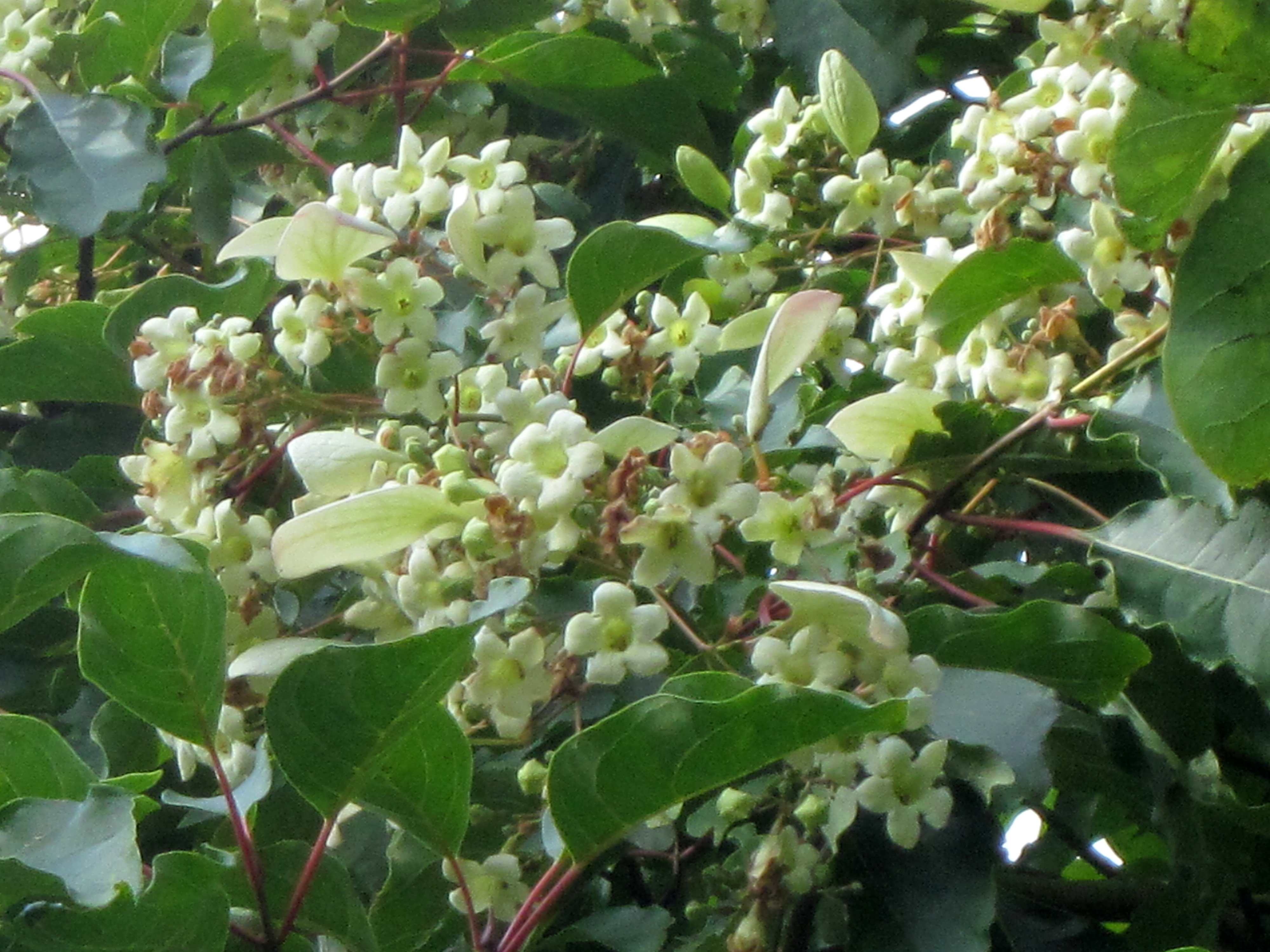
Blühende Zweige

### Vegetative Merkmale
Emmenopterys henryi ist ein unbewehrter, laubabwerfender Baum, der Wuchshöhen von bis über 30 Metern erreicht. Der Stammdurchmesser kann bis 1 Meter erreichen. Die bräunliche Borke ist im Alter rau und schuppig.
Die gegenständigen Laubblätter sind in Blattstiel und -spreite gegliedert. Der rötliche, leicht behaarte bis kahle Blattstiel ist 2 bis 8 Zentimeter lang. Die lederige, ganzrandige und spitze bis bespitzte, seltener stumpfe Blattspreite ist bei einer Länge von 6 bis 30 Zentimetern sowie einer Breite von 3,5 bis 14,5 Zentimetern eiförmig oder elliptisch bis verkehrt-eiförmig. Die Blätter sind oberseits fast kahl und unterseits heller und vor allem auf den Adern behaart. Die interpetiolaren und spitzen Nebenblätter werden meist abgeworfen.

### Generative Merkmale
Die Blütezeit reicht von Juni bis August. Die duftenden Blüten stehen in endständigen und schirmrispigen Blütenständen, mindestens eine der Blüten eines Blütenstandes wird von einem anfänglich weißen, vergrößerten laubblattartigen, beständigen Hochblatt (einem Kelchblatt) begleitet.
Die zwittrigen Blüten sind fünfzählig mit doppelter Blütenhülle. Der kleine Kelch ist mehr oder weniger behaart und wird abgeworfen, außer dem einen, oft beständigen und stark vergrößerten Kelchblatt. Die fünf glockenförmig verwachsenen Kronblätter sind weiß bis gelblich. Die Kronröhre ist 13 bis 23 Millimeter lang. Die ausladenden und außen und innen mehr oder weniger feinhaarigen Kronzipfel sind 5 bis 7 Millimeter lang und am oberen Ende gerundet. Die Staubblätter mit behaarten Staubfäden sind eingeschlossen. Der Fruchtknoten ist unterständig. Der Griffel ist schlank mit einer leicht zweilappigen Narbe.
Die Früchte reifen zwischen Juli und September. Die holzigen und zylindrischen bis spindelförmigen, bis 5 Zentimeter langen Kapselfrüchte (Scheinfrucht) enthalten eine Vielzahl von Samen. Die feinen und abgeflachten Samen sind netzartig geflügelt.
Die Chromosomenzahl beträgt 2n = 76.

## Vorkommen
Emmenopterys henryi ist vom südlichen bis zentralen China in den Provinzen Anhui, Fujian, Gansu, Guangdong, Guangxi, Guizhou, Henan, Hubei, Hunan, Jiangsu, Jiangxi, Shanxi, Sichuan, Yunnan sowie Zhejiang verbreitet. Sie gedeiht in Wäldern in Tälern in Höhenlagen von 400 bis 1600 Metern.

## Taxonomie
Die Erstbeschreibung von Emmenopterys henryi erfolgte 1889 durch Daniel Oliver in Hooker’s Icon. Pl. 19, Tafel 1823. Synonyme für Emmenopterys henryi Oliv. sind: Mussaenda cavaleriei H.Lév., Mussaenda mairei H.Lév.

## Gärtnerische Geschichte
In Europa gibt es nur wenige große Exemplare in einigen Arboreten. Im Handel ist sie in einigen wenigen holländischen und deutschen Baumschulen. Das erste Exemplar wurde 1907 in Europa eingeführt. In Europa hat sie 1971 im Arboretum der Villa Taranto am Lago Maggiore zum ersten Mal geblüht. Die offenbar erste Blüte in Deutschland begann im Juli 2018 am Herforder Stadtwall in einem Privatgarten, sowie im Arboretum Kalmthout in Belgien, in dem man extra hierfür ein etwa 6 Meter hohes Gerüst für das Publikum gebaut hat. In England wurden 1928 Samen, den George Forrest in Süd-China gesammelt hatte, in Borde Hill ausgesät, der Baum blühte erstmals 2011.